# Alejandro Parente
Alejandro Parente (24 de abril de 1972) es un ex primer bailarín del Teatro Colón de Buenos Aires y maestro internacional. 
Formado en el Instituto Superior de Arte del Teatro Colón, con varios profesores como Rosmarie Achard, Wasil Tupin, Enrique Lommi y especialmente bajo la tutela de Rada Eichembaum.

## Biografía
A los 16 años inició su carrera profesional en el Ballet Estable del Teatro Colón, interpretando los papeles protagónicos de ballets como Giselle, La Bayadera en la versión de Natalia Makarova, El Cascanueces en la versión de Rudolf Nuréyev, La Fille Mal Gardée y Sylvia de Frederick Ashton, Romeo y Julieta de Kenneth MacMillan, Onegin de John Cranko, Raymonda, Coppelia, Paquita, El Corsario, La Bella Durmiente de Peter Wright, Don Quijote de Zarko Prebil, Notre dame de Paris del coreógrafo francés Roland Petit,  Adagietto y Petrushka de Oscar Araiz, Estaciones Porteñas y Ecos de Mauricio Wainrot, Carmen de Alberto Alonso, Serenade, Sinfonía en C, Who cares? y Apollon de George Balanchine, entre muchos otros. El 24 de mayo de 2010 protagonizó junto a Silvina Perillo el tercer acto de El Lago de los Cisnes para la reapertura del Teatro Colón.
Elegido Figura de la Danza por el diario Clarín, Premio Konex en la categoría de Mejores Bailarines Argentinos de la última década y Premio "María Ruanova" por su brillante trayectoria artística.
También ha sido invitado para bailar en diferentes galas y festivales en el extranjero. Convocado por Marianela Núñez bailaron juntos en varias giras y galas internacionales en las producciones completas de los ballets Giselle, Onegin y La Viuda Alegre. Se retiró del Teatro Colón como bailarín principal en 2018 con el ballet La Viuda Alegre de Ronald Hynd.
Actualmente se dedica a enseñar por todo el mundo como maestro de ballet invitado, en escuelas como la Wiener Staatsoper de Viena; y en compañías como el Teatro Volksoper, la Scala de Milán, la Ópera de Roma, el Royal Ballet de Londres y el Landestheater de Salzburgo. También se desempeñó como maestro de clases del Instituto Superior de Arte del Teatro Colón y de la compañía del ballet del Teatro Colón de Buenos Aires, y fue Asesor Artístico del Teatro Argentino de la Plata durante varios años.[cita requerida]
Los últimos meses ha estado enseñando a estudiantes de todo el mundo a través de diferentes plataformas online, también impartió clases en las compañías del Joburg Ballet e Israel Ballet; en su paso por Londres ofreció un curso en Danceworks London.[cita requerida]